# Novoměstská tabule
Novoměstská tabule je geomorfologický okrsek ve střední části Úpsko-metujské tabule, ležící v okrese Náchod v Královéhradeckém kraji.

## Poloha a sídla

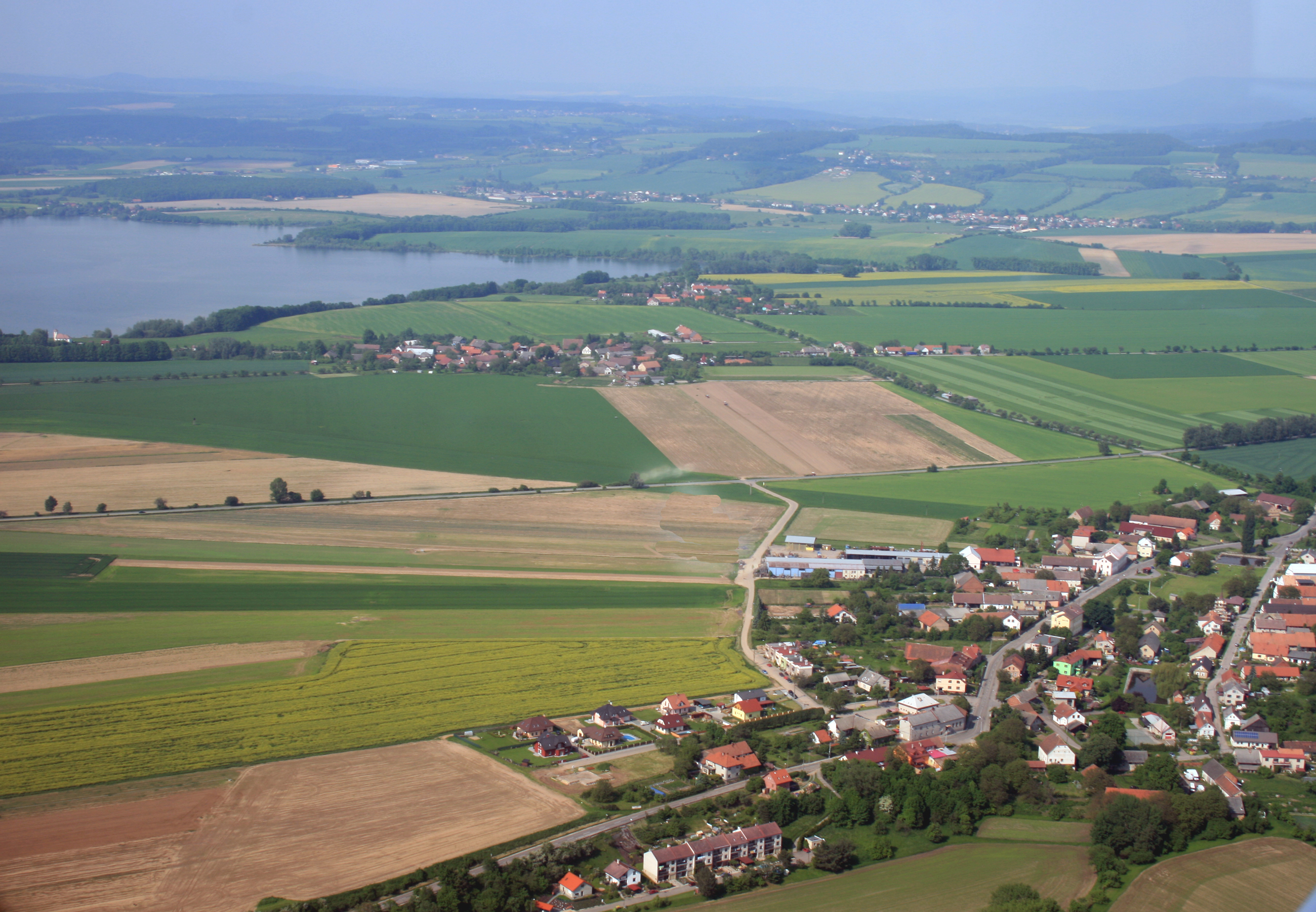
Letecký pohled na Nahořany a ves Lhotu nedaleko přehrady Rozkoš

Území okrsku se nachází zhruba mezi sídly Česká Skalice a Starkoč (na severu), Nové Město nad Metují (na jihovýchodě), Jaroměř (na jihozápadě) a Rychnovek (na severozápadě). Uvnitř okrsku leží částečně titulní město Nové Město nad Metují a větší obec Velká Jesenice, zcela uvnitř jsou větší obce Provodov-Šonov a Nahořany.

## Geomorfologické členění
Okrsek Novoměstská tabule (dle značení Jaromíra Demka VIC–2A–4) geomorfologicky náleží do celku Orlická tabule a podcelku Úpsko-metujská tabule. Podle alternativního členění Balatky a Kalvody se dále člení na podokrsky Bohuslavická tabule, Nahořanská kotlina a Novopleská plošina. Zde však Novoměstská tabule zabírá mnohem větší území (např. podřazená Bohuslavická tabule je v Demkově členění samostatný okrsek).
Tabule sousedí s dalšími okrsky Orlické tabule: Rychnovecká tabule na severozápadě, Metujská niva na jihu a Bohuslavická tabule na jihovýchodě. Dále sousedí s celky Východolabská tabule na západě, Krkonošské podhůří na severu a Podorlická pahorkatina na východě.

## Významné vrcholy
| název vrcholu | výška (m n. m.) | podřazená jednotka |
| ------------- | --------------- | ------------------ |
| Štěpnice      | 309             | -                  |
| Prášilka      | 278             | -                  |